# Nguyễn Văn Cổn
Nguyễn Văn Cổn ( 1911-1992), là một nhà thơ Việt Nam. Năm 1960, ông được nhận vào làm việc tại Bộ Quốc gia Giáo dục Pháp và đã định cư ở nước ấy.

## Tiểu sử
Nguyễn Văn Cổn sinh tại tỉnh Thanh Hóa. Lúc nhỏ, ông học tại trường tỉnh, sau vào học trường Cao đẳng Tiểu học Vinh, rồi theo ban Trung học tại Hà Nội.
Đang học, hưởng ứng cuộc bãi khóa đòi thực dân Pháp thả Phan Bội Châu, ông bỏ trường trở về quê (1925). Nhưng ít lâu sau, ông được gia đình cho sang học tại Paris (Pháp) và Luân Đôn (Anh).
Năm 20 tuổi (1931), ông bắt đầu viết cho 2 tờ báo đối lập, đó là tờ L'Ami du peuple và tờ Tiếng Dân do cụ Huỳnh Thúc Kháng làm chủ nhiệm.
Năm 1936, ông vào Sài Gòn làm cộng sự cho tờ L' Echo Annamite do Nguyễn Phan Long và Dejean de la batie chủ trương.
Năm 1942, ông làm Trưởng ban tuyên truyền Phong trào truyền bá Quốc ngữ tại Miền Nam. Cũng trong năm này, ông cho xuất bản tập thơ đầu tay Nước tôi tại Sài Gòn.
Sau Chiến tranh thế giới thứ hai, năm 1947, Nguyễn Văn Cổn sang Pháp học tại trường Đại học Chính trị, và tốt nghiệp năm 1950.
Tiếp theo, ông vào học Đại học Sorbonne, ban Văn khoa, và đỗ Tiến sĩ Văn chương năm 1958. Sau đó, ông sang Luân Đôn tiếp tục nghiên cứu về bộ môn này.
Kể từ năm 1960 trở đi, ông được nhận vào làm việc tại Bộ Quốc gia Giáo dục Pháp, và đã định cư ở nước ấy.
Năm 1968 tại Sài Gòn, ông và thơ ông (12 bài, trong đó có Kiếp hoa đã được nhạc sĩ Nguyễn Văn Tuyên phổ nhạc) được giới thiệu trong bộ sách Việt Nam thi nhân tiền chiến do Nguyễn Tấn Long và Nguyễn Hữu Trọng biên soạn.
Theo nhạc sĩ Phạm Duy, thì Nguyễn Văn Cổn còn từng là Giám Đốc Chương Trình trong Đài Radio Indochine. Với cương vị này, ông đã có công lớn trong việc phổ biến ngành Nhạc Mới (Tân nhạc), và đã góp phần đưa tên tuổi Phạm Duy và Nguyễn Văn Tuyên đến với công chúng.
Năm 1982, Phạm Duy gặp được Nguyễn Văn Cổn. Nhạc sĩ kể:
Vào mùa Thu 1982, tôi được vinh dự ngồi uống cà phê với Nguyễn Văn Cổn tại một quán nhỏ trong khu Latin (Paris), ôn lại những ngày cũ, được nghe vài bài thơ về thời thế của ông... Tôi rất tiếc cho một nước Việt Nam chưa bao giờ được an vi như cái thời xa xưa đó để có cơ hội cho tất cả những người trong làng âm nhạc Việt Nam hội họp với nhau, viết cho thật kỹ càng một bộ nhạc sử trong đó, địa vị lớn trong Ngành Nhạc Mới phải được dành cho Nguyễn Văn Cổn và Nguyễn Văn Tuyên .
Từ 1982 cho đến nay, chưa có thông tin gì về Nguyễn Văn Cổn.
Nguyễn Văn Cổn mất năm Nhâm Thân 1992 tại Paris, Pháp. Bạn ông là Hoàng Xuân Hãn có viết bài thơ này khi nghe tin ông mất:
Điếu bạn
Bạn Cổn ra đi quá vội vàng !
Thân bằng chưa kịp tỏ lòng thương
Tuổi già chân yếu khôn qua lại
Thư viết tay rung gửi trễ tràng.
Nhớ lại bảy mươi năm về trước
Trường Vinh ta kết bạn văn chương
Đóng tuồng để cứu dân bị lụt
Vọng cổ nghe ca rậy cả trường (*)
Bốn chục năm sau gặp lại Bạn
Đất nước, xót người chịu tang thương
«Mùa đông chiến sĩ» lời thơ bạn
Thấm thiết lâm li đến đoạn trường
Tham dựng nước nhà thành mộng ảo
Mà lòng ưu ái vốn đa mang
Ra đi im lặng vào vô tận
Hồn nước, hồn thơ, Bạn vẫn vương.
Hoàng Xuân-Hãn viết năm Nhâm Thân, 1992.

## Tác phẩm
Tác phẩm đã xuất bản:

### Việt văn
- Nước tôi (thơ), in tại Sài Gòn năm 1942.
- Thi văn Việt Nam trích lục và giải giải. Đây là sách giáo khoa do nhà in Minh Tân Paris xuất bản năm 1950.
- Hồn sông núi (thơ), in tại Paris năm 1958.

### Pháp văn
- Pearl Buck et la Chine, in tại Paris năm 1958.
- Les réligions du Vietnam, do Hàn lâm viện Khoa học Hải ngoại Paris in năm 1964.
- Le détreminisme dans le Kim Vân Kiều de Nguyễn Du do Ban văn khoa Đại học Sorbonne xuất bản năm 1966.

Ngoài ra, ông còn viết cho tờ tạp chí Phổ Thông (giữ mục Bức thư Paris) từ năm 1966, và dịch nhiều thơ Pháp qua Việt, Việt qua Pháp.

## Giới thiệu thơ
Bài thơ Nước tôi dài 84 câu, thể song thất lục bát, trừ hai khổ mở đầu và kết luận, còn lại mỗi khổ bốn câu nói về một nhân vật quan trọng trong lịch sử hay một thắng cảnh nổi tiếng đã đi vào văn học nghệ thuật nước Việt. Trích giới thiệu một đoạn: 
| Tôi có một tình yêu vô tận, Tự nghìn xưa chôn sẵn đáy lòng... ...Đời Thục Đế vẫn còn dấu cũ, Thành Cổ Loa sụp đổ vì đâu? Suối vàng nàng hỡi Mỵ Châu, Nghe chăng tiếng quốc canh thâu gọi hồn? Bóng Trưng Vương vẫn còn phảng phất Trong khói hương non nước tôn sùng, Nghìn thu tỏ rạng má hồng, Ai tìm thấy dấu cột đồng hận xưa? Chốn rừng Thanh, voi đưa giận dữ, Rửa thù chung, Triệu nữ sôi gan, Liễu bồ chọn bước gian nan, Mất còn chung với gian san quản gì? Ngọn cờ lau mở thì vương bá, Động Hoa Lư dấu đá chưa mờ, Nước non có tự bao giờ, Đinh Tiên Hoàng dựng cõi bờ bốn phương. Quân nhà Tống tìm đường chiếm cứ, Lê Đại Hành chống giữ giang sơn, Tranh phong những trận mê hồn, Quân Tàu khiếp sợ dám còn vãng lai! Lý Thường Kiệt đủ tài thao lược, Giữ san hà khỏi bước xâm lăng, Quân thù khoe rắn, khoe rồng, Mới nghe danh đã rủn lòng tháo lui. Quân Mông Cổ chọc trời khuấy nước, Đoàn kỵ binh như sức cuồng phong, Á, Âu thâu núi đoạt sông, Gặp Trần Quốc Tuấn, hãi hùng thoát thân. | Chốn Lam Sơn nhớ lần khởi nghĩa, Họp con em mạnh mẽ đứng lên, Trên đài tổ quốc bia truyền, Gươm thần Lê Lợi ghi thiên anh hùng. Suốt một đêm lướt vòng súng đạn, Phá quân Tàu tán loạn trên sông. Bình minh rõ bóng Quang Trung, Trong bầu hùng vĩ Thăng Long reo mừng... ...Nước tôi đã đúc thành một khối, Tự Nam Quan cho tới Cà Mau. Núi rừng khai khẩn bấy lâu, Mồ hôi, nước mắt, giãi dầu, gian lao. Núi Tản Viên dạn màu sương gió, Sông Cửu Long thương nhớ đầy vơi. Lúa vàng bát ngát Đồng Nai, Rừng xanh bao phủ dãi giài Hoành Sơn. Đây là nơi mồ chôn kẻ trước, Đây là nơi hẹn ước kẻ sau, Nghìn thu sinh tử chung nhau, Chung thương, chung nhớ, chung sầu, chung vui. Nước non thế, ai người biết tới? Biết hay không cũng tại lòng ta! Hỏi rằng nước ấy bao xa? Thưa rằng: Nước ấy tên là Việt Nam. (trích trong tập Nước tôi) |

## Sách tham khảo
- Nguyễn Tấn Long - Nguyễn Hữu Trọng, Việt Nam thi nhân tiền chiến (Quyển Trung). Nhà xuất bản Sống Mới, Sài Gòn, 1968.